# Pierres pouquelées

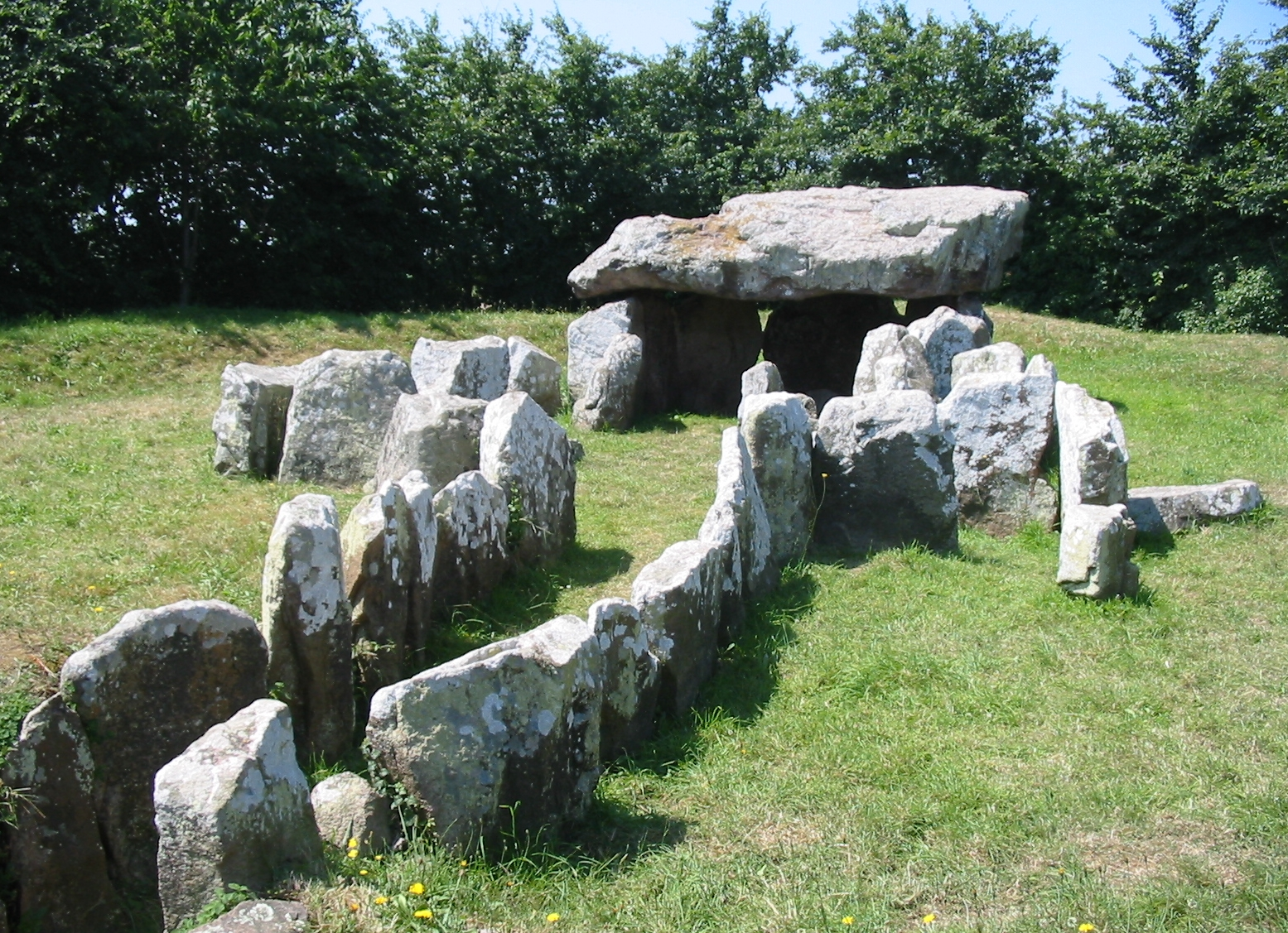
La Pouquelaye de Faldouet est l’un des dolmens les mieux préservés de Jersey.

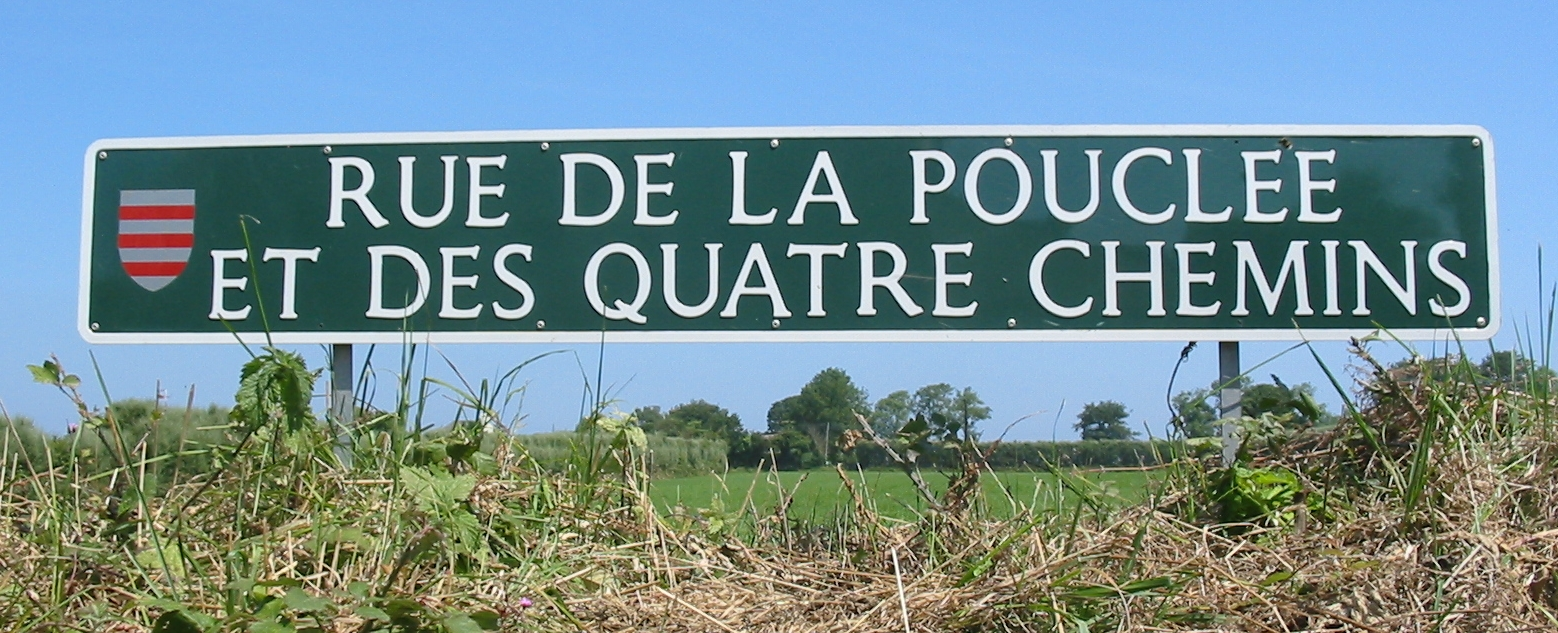
Le dolmen (en jersiais, pouquelaye ou pouclée) de Faldouet donne le nom de rue le plus long de toute l'île de Jersey : Rue de la Pouclée et des Quatre Chemins.

Les pierres pouquelées est une terminologie utilisée essentiellement en Normandie et dans les îles Anglo-Normandes pour désigner un alignement de pierres formant un monument mégalithique de type dolmen. Il existe différentes graphies du mot pouquelée, dont pouclée et surtout la forme jerriaise pouquelaye,, dont la terminaison -aye rend compte de l'articulation traditionnelle de la diphtongue en normand.

## Étymologie
Le mot pouquelé procède peut-être de l'ancien normand pouque « poche ». L'ajustement de ses pierres mégalithiques formaient en effet des poches comme les dolmens. Pouque est suivi d'un élément -lée, possiblement issu du gallo-roman LATA « large » (du latin latus, lata, latum « large »). On retrouve cet élément dans les nombreux Pierrelaye, dont Pierrelaye (Eure, Beaumontel); Pierrelaye (Val-d'Oise); Pierrelaye (Saône-et-Loire, Petra Lata 1206), Pierrelez (Seine-et-Marne, Petra lata 1249 - 1252); etc. pierrelaye désignait un dolmen.
Le terme pouquelé a parfois été altéré en pierres couplées, encouplées ou accouplées, par étymologie populaire pour être compris comme « pierres appareillées ensemble de main d'homme ». Cette métathèse est une altération phonétique que l'on peut constater dans certains toponymes et termes dialectaux dans le département de la Manche, dans le département de l'Eure, dans le département de l'Orne, à Jersey et à Guernesey.

## Recensement
- la Pierre Pécoulée à Buis-sur-Damville dans l'Eure : d'abord mentionnée sous la forme latinisée (ad Petram Peculatam (XIIe siècle), puis Petra Pecoulee dans une charte de 1241/1242; Léon Coutil rapporte sa destruction vers 1865[5].
- Pierres Couplées ou Pierres Encouplées : ancienne allée couverte qui était située à Tourlaville et qui fut détruite en 1890.
- Dolmen de la Pierre Couplée à La Ferté-Frênel dans l'Orne : la pierre couplée ou pouquelée.
- les Pierres Pouquelées à Vauville dans la Manche : allée couverte de 15 mètres. Il s'agit d'une sépulture collective d'environ 4 500 ans, classée monument historique en 1854[6]. Le monument a fait l'objet de recherches archéologiques partielles conduites par les premiers membres de la Société académique de Cherbourg en 1755, l'année même de sa fondation. Ce monument mégalithique mesure 14,50 mètres de long sur 1,10 mètre de large dans son état actuel[7].
- La Pouquelaye de Faldouet, dans la paroisse de Saint-Martin à Jersey, est aussi une allée couverte.